# 霍赫費爾納格特峰

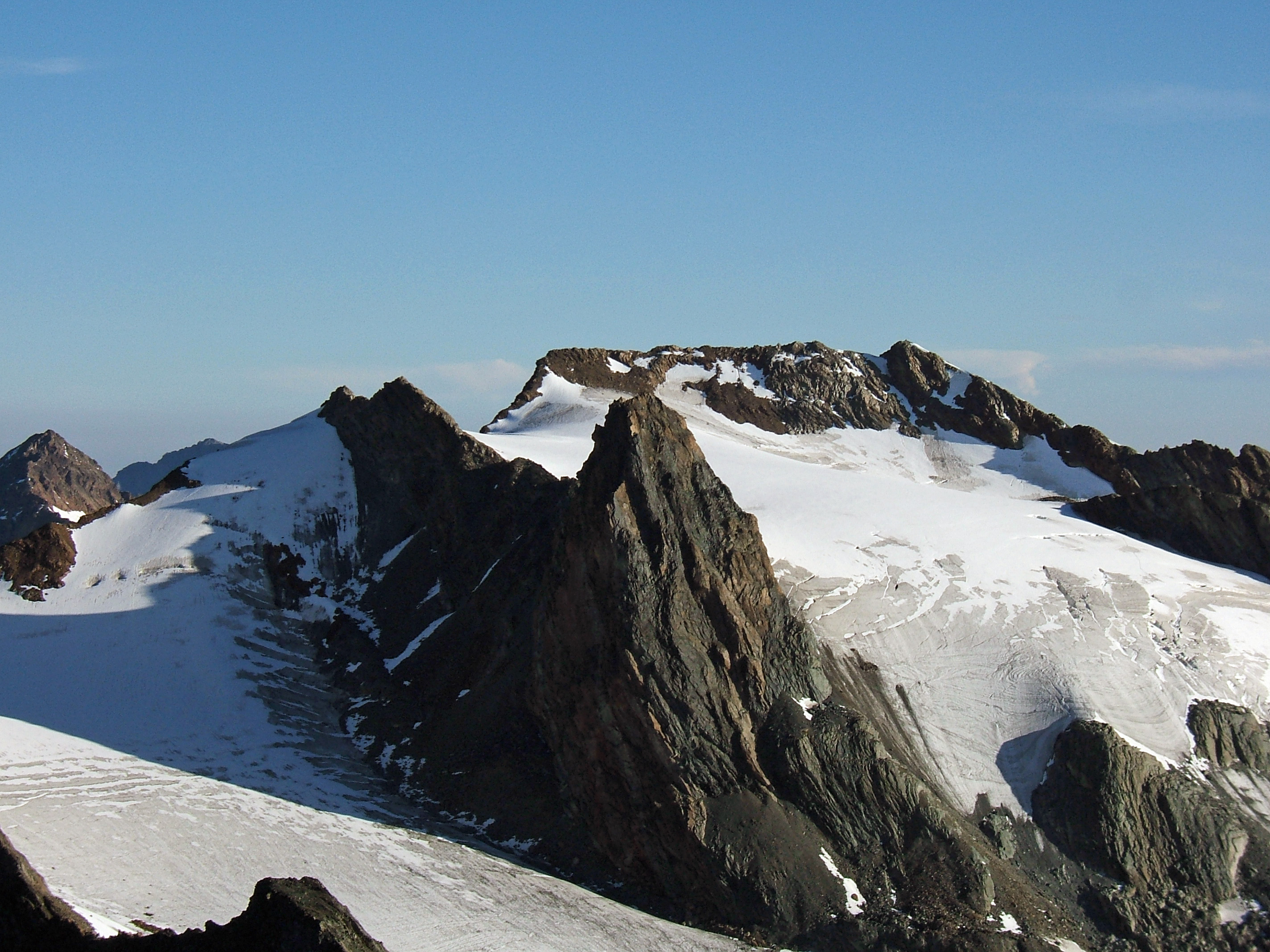

46°52′53″N 10°47′46″E / 46.88139°N 10.79611°E
霍赫費爾納格特峰（德語：Hochvernagtspitze），是奧地利的山峰，位於該國西部，由蒂羅爾州負責管轄，屬於奧茲塔爾阿爾卑斯山脈的一部分，海拔高度3,539米，每年平均降雨量1,357毫米，人類在1865年9月9日首次登頂。